# Nati nel 1911/Novembre
| Questa pagina contiene informazioni ricavate automaticamente dalle voci biografiche con l'ausilio del template Bio e di un bot. L'aggiornamento è periodico e automatico e ricostruisce completamente la pagina. Se manca una persona in questa lista, sei pregato di non aggiungerla, ma accertati piuttosto che la sua voce biografica contenga il template Bio e che i dati anagrafici siano correttamente compilati. Se il template Bio manca, inseriscilo tu stesso o, in alternativa, metti l'avviso {{tmp\|Bio}} che ne segnala la mancanza. Se i dati riportati sono sbagliati, correggi direttamente la voce biografica; le modifiche saranno visibili in questa lista entro pochi giorni. Per chiarimenti vedi il progetto biografie. La lista contiene solo le 160 persone che sono citate nell'enciclopedia e per le quali è stato implementato correttamente il template Bio. Pagina aggiornata al 18 ago 2025. |

- 1º novembre - Samuel Warren Carey, geologo australiano († 2002)
- 1º novembre - Victoria Horne, attrice statunitense († 2003)
- 1º novembre - Donald William Kerst, fisico statunitense († 1993)
- 1º novembre - Shi Ping, politico e supercentenario cinese († 2024)
- 1º novembre - Amilcare Rotta, bobbista e dirigente sportivo italiano († 1981)
- 1º novembre - Rupert von Trapp, cantante austriaco († 1992)
- 1º novembre - Henri Troyat, scrittore e storico francese († 2007)
- 1º novembre - Sidney Wood, tennista statunitense († 2009)
- 2 novembre - Hans Aichele, bobbista svizzero († 1948)
- 2 novembre - Piero Andreoli, calciatore e allenatore di calcio italiano († 1984)
- 2 novembre - Laura Archera, violinista e scrittrice italiana († 2007)
- 2 novembre - Odysseas Elytīs, poeta greco († 1996)
- 2 novembre - Robert Geib, calciatore lussemburghese († 1996)
- 2 novembre - Oreste Genta, generale e aviatore italiano († 2018)
- 2 novembre - Alberto Ricevuti, politico italiano
- 2 novembre - Raphael M. Robinson, matematico statunitense († 1995)
- 2 novembre - Paul Carell, funzionario e scrittore tedesco († 1997)
- 3 novembre - Marija Barabanova, attrice sovietica († 1993)
- 3 novembre - Kick Smit, calciatore olandese († 1974)
- 4 novembre - Roberto Cuzzaniti, politico italiano († 1994)
- 4 novembre - Hugh Farquharson, hockeista su ghiaccio canadese († 1985)
- 4 novembre - Pauli Pitkänen, fondista finlandese († 1941)
- 4 novembre - Cleonice Tomassetti, patriota italiana († 1944)
- 5 novembre - Toshio Irie, nuotatore giapponese († 1974)
- 5 novembre - Baby Marie Osborne, attrice statunitense († 2010)
- 5 novembre - Pietro Rimoldi, ciclista su strada italiano († 2000)
- 5 novembre - Roy Rogers, cantante e attore statunitense († 1998)
- 5 novembre - Maria Stader, soprano ungherese († 1999)
- 6 novembre - Walter Alsford, calciatore inglese († 1968)
- 6 novembre - Olivier Costa de Beauregard, fisico francese († 2007)
- 6 novembre - Giuseppe Bonini, calciatore italiano
- 6 novembre - Luigi Broglio, ingegnere e militare italiano († 2001)
- 6 novembre - Tani Yutaka, agente segreto giapponese († 1942)
- 7 novembre - Josif Cankov, musicista, cestista e allenatore di pallacanestro bulgaro († 1971)
- 7 novembre - Michail Kuz'mič Jangel', ingegnere sovietico († 1971)
- 7 novembre - Maria Lătărețu, cantante e compositrice rumena († 1972)
- 7 novembre - Arnaldo Mochetti, attore italiano († 1955)
- 7 novembre - Paola Ojetti, sceneggiatrice, traduttrice e critica cinematografica italiana († 1978)
- 7 novembre - Roberts Pakalns, calciatore e allenatore di calcio lettone († 1986)
- 7 novembre - Hans Pesser, allenatore di calcio e calciatore austriaco († 1986)
- 7 novembre - Nathan Rapoport, scultore polacco († 1987)
- 7 novembre - Ángeles Santos Torroella, pittrice spagnola († 2013)
- 7 novembre - Hassan Hosni Tawfik, schermidore egiziano († 2005)
- 7 novembre - Riziero Vallari, calciatore argentino († 1994)
- 8 novembre - Gino Bondavalli, pugile italiano († 1987)
- 8 novembre - Donald G. Fink, ingegnere elettrotecnico statunitense († 1996)
- 8 novembre - Erik Lindén, lottatore svedese († 1992)
- 8 novembre - Imre Rajczy, schermidore ungherese († 1978)
- 8 novembre - Robert Jackson, politico australiano († 1991)
- 8 novembre - Arend Schoemaker, calciatore olandese († 1982)
- 8 novembre - Dragomir Tošić, calciatore jugoslavo († 1985)
- 9 novembre - Bruno Amadio, pittore italiano († 1981)
- 9 novembre - Bruno Colorio, pittore, disegnatore e incisore italiano († 1997)
- 9 novembre - Vittorio Colò, multiplista e allenatore di atletica leggera italiano († 2012)
- 9 novembre - Giovanni Ferro, antifascista, scrittore e storico italiano († 2008)
- 9 novembre - Kaj Franck, designer finlandese († 1989)
- 9 novembre - András Kun, presbitero ungherese († 1945)
- 9 novembre - Clara Marchetto, attivista italiana († 1982)
- 10 novembre - Harry Andrews, attore britannico († 1989)
- 10 novembre - Moisej Kas'janik, sollevatore sovietico († 1988)
- 10 novembre - Hella Kovac, tennista jugoslava († 1999)
- 10 novembre - Anton Perwein, pallamanista austriaco († 1981)
- 10 novembre - Giovanni Stradone, pittore italiano († 1981)
- 11 novembre - Enrico Aillaud, diplomatico e ambasciatore italiano († 2004)
- 11 novembre - Athos Ammannato, ufficiale e aviatore italiano († 1941)
- 11 novembre - Hans Bothmann, militare tedesco († 1946)
- 11 novembre - Ken Callis, cestista canadese
- 11 novembre - Antonio Casas, attore spagnolo († 1982)
- 11 novembre - Caleb Gattegno, matematico e pedagogista egiziano († 1988)
- 11 novembre - Martha Genenger, nuotatrice tedesca († 1995)
- 11 novembre - Patric Knowles, attore britannico († 1995)
- 11 novembre - Enzo Martinelli, matematico italiano († 1999)
- 11 novembre - Roberto Matta, pittore e architetto cileno († 2002)
- 11 novembre - Victor Rutenburg, storico sovietico († 1988)
- 11 novembre - Harry Saager, ciclista su strada e pistard tedesco († 1999)
- 11 novembre - José María Sánchez Silva, scrittore spagnolo († 2002)
- 11 novembre - Severino Savi, presbitero italiano († 1997)
- 11 novembre - Arnaldo Taddei, calciatore italiano
- 11 novembre - Abdel Moneim Wahby, cestista, arbitro di pallacanestro e dirigente sportivo egiziano († 1988)
- 11 novembre - Charles Walters, regista, ballerino e coreografo statunitense († 1982)
- 12 novembre - Buck Clayton, trombettista e musicista statunitense († 1991)
- 12 novembre - Josef Hantych, sollevatore cecoslovacco († 1997)
- 13 novembre - Heinz von Foerster, fisico e filosofo austriaco († 2002)
- 13 novembre - Pietro Luigi Micheletti, attore, musicista e impresario teatrale italiano († 1964)
- 14 novembre - Giordano Colaussi, calciatore italiano († 1959)
- 14 novembre - Igino Lega, gesuita e militare italiano († 1951)
- 15 novembre - Otto Baum, generale tedesco († 1998)
- 15 novembre - Günter Dietrich, geografo tedesco († 1972)
- 15 novembre - André Merlin, tennista francese († 1960)
- 15 novembre - Maximino Romero de Lema, arcivescovo cattolico spagnolo († 1996)
- 15 novembre - Joseph Marie Vũ Duy Nhất, vescovo cattolico vietnamita († 1999)
- 16 novembre - Edward Kofler, matematico polacco († 2007)
- 16 novembre - Luigi Leone, calciatore italiano († 1942)
- 16 novembre - Luigi Nazari, militare e aviatore italiano († 1982)
- 16 novembre - Miguel Oltra, presbitero spagnolo († 1982)
- 16 novembre - Maria Tasnady, attrice e cantante ungherese († 2001)
- 16 novembre - Yu Jingxiao, cestista cinese
- 17 novembre - Vilma Degischer, attrice austriaca († 1992)
- 17 novembre - Ernest Lough, cantante britannico († 2000)
- 17 novembre - Chico Scimone, nuotatore italiano († 2005)
- 17 novembre - William Tannen, attore statunitense († 1976)
- 17 novembre - Angelo Tommasi, altista italiano († 2004)
- 17 novembre - Franco d'Aspro, scultore italiano († 1995)
- 18 novembre - Alfred Bauer, giurista e storico del cinema tedesco († 1986)
- 18 novembre - Attilio Bertolucci, poeta italiano († 2000)
- 18 novembre - Antonio Campilongo, calciatore argentino
- 18 novembre - Kimon Friar, poeta e traduttore statunitense († 1993)
- 18 novembre - Camillo Mussi, hockeista su ghiaccio italiano († 1940)
- 19 novembre - Salvatore Di Benedetto, politico e partigiano italiano († 2006)
- 19 novembre - Giuseppe Moles, militare italiano († 1938)
- 19 novembre - Ioan Ploscaru, arcivescovo cattolico rumeno († 1998)
- 20 novembre - Piero Filippone, scenografo italiano († 1998)
- 20 novembre - George M. A. Hanfmann, archeologo statunitense († 1986)
- 20 novembre - Eduard Kainberger, calciatore austriaco († 1974)
- 20 novembre - Salvatore Piccolo, politico e avvocato italiano († 1984)
- 20 novembre - David Seymour, fotografo e giornalista polacco († 1956)
- 20 novembre - Jean Shiley, altista statunitense († 1998)
- 20 novembre - Rupert Weinstabl, canoista austriaco († 1953)
- 20 novembre - Paul Zielinski, allenatore di calcio e calciatore tedesco († 1966)
- 21 novembre - Vittorio Cossio, fumettista italiano († 1984)
- 21 novembre - Ercole Gallegati, lottatore italiano († 1990)
- 21 novembre - Dorothy Granger, attrice statunitense († 1995)
- 21 novembre - Sisto Scilligo, sciatore di pattuglia militare e fondista italiano († 1992)
- 22 novembre - Alfonso Bortolotti, scultore, incisore e pittore italiano († 2005)
- 22 novembre - Emil Kijewski, ciclista su strada tedesco († 1989)
- 22 novembre - Giuseppe Olmo, ciclista su strada, pistard e imprenditore italiano († 1992)
- 22 novembre - Vincenzo Stimolo, militare, partigiano e agente segreto italiano († 1945)
- 23 novembre - Paavo Berg, militare e aviatore finlandese († 1941)
- 23 novembre - Ray Patterson, animatore e regista statunitense († 2001)
- 24 novembre - Choi Seung-hee, attrice e ballerina coreana († 1969)
- 24 novembre - Kirby Grant, attore statunitense († 1985)
- 24 novembre - Joe Medwick, giocatore di baseball statunitense († 1975)
- 24 novembre - Armando Passalacqua, allenatore di calcio e calciatore italiano († 1991)
- 25 novembre - Manfredo Grandi, calciatore italiano
- 25 novembre - Giovanni Marini, militare italiano († 1936)
- 25 novembre - Paul Murry, fumettista statunitense († 1989)
- 25 novembre - Eros Sciorilli, direttore d'orchestra, compositore e pianista italiano († 1981)
- 25 novembre - Sten Suvio, pugile finlandese († 1988)
- 26 novembre - Corinto Bellotti, militare e aviatore italiano († 1940)
- 26 novembre - Paolo Canali, doppiatore e politico britannico († 1979)
- 26 novembre - Albert Coppé, economista e politico belga († 1999)
- 26 novembre - Foy Draper, velocista statunitense († 1943)
- 26 novembre - Savino Guglielmetti, ginnasta italiano († 2006)
- 26 novembre - Mario Lago, attore, poeta e cantante brasiliano († 2002)
- 26 novembre - Mohammad Taghi Majidi, generale iraniano († 1979)
- 26 novembre - Robert Marchand, ciclista francese († 2021)
- 26 novembre - Luigi Martignon, pittore e incisore italiano († 1984)
- 26 novembre - Samuel Reshevsky, scacchista polacco († 1992)
- 26 novembre - Jakov Gavrilovič Uchsaj, poeta, drammaturgo e romanziere russo († 1986)
- 27 novembre - Piero Treves, storico, critico letterario e giornalista italiano († 1992)
- 27 novembre - Wang Nanzhen, cestista cinese († 1992)
- 27 novembre - Fe del Mundo, pediatra filippina († 2011)
- 28 novembre - Margita Česányiová, soprano slovacco († 2007)
- 30 novembre - Evaristo Barrera, calciatore e allenatore di calcio argentino († 1982)
- 30 novembre - Isser Harel, agente segreto israeliano († 2003)
- 30 novembre - Jorge Negrete, cantante e attore messicano († 1953)
- 30 novembre - Hans Nielsen, attore e doppiatore tedesco († 1965)
- 30 novembre - Michele Pantaleone, saggista, giornalista e politico italiano († 2002)
- 30 novembre - Rinaldo Petrozzi, calciatore italiano
- 30 novembre - Pietro Solero, presbitero, militare e alpinista italiano († 1973)